# ناور تی‌وی
ناور تی‌وی (انگلیسی: Naver TV؛‏ کره‌ای: 네이버TV، سابقاً ناور تی‌وی کست) سرویس استریم آنلاین ویدئو و اشتراک گذاری ویدئو در کره جنوبی است که توسعه یافته و ارائه شده توسط ناور است. این سرویس بیشتر مجموعه‌های اینترنتی و برنامه‌های سرگرمی را توزیع می‌کند. عنوان اپ موبایلی آنها تحت عنوان NOW ری‌برند شد.

## برنامه‌سازی اصلی
گزیدهٔ برنامه‌ها
- همسایه بغلی اکسو (۲۰۱۵)
- سقوط برای چالش (۲۰۱۵)
- نهایت درهم شکستگی (۲۰۱۵)
- فوران عشق (۲۰۱۵)
- بانک شکلاتی (۲۰۱۶)
- صدای قلب تو (۲۰۱۶)
- اولین بوسه برای هفتمین بار (۲۰۱۶)
- سه رنگ فانتزی - ستاره گیتی (۲۰۱۷)
- سه رنگ فانتزی - عشقی سرشار از زندگی (۲۰۱۷)
- سه رنگ فانتزی - ملکه حلقه (۲۰۱۷)
- حالت چطوره نان (۲۰۱۷)
- من با یک آنتی‌فن ازدواج کردم (۲۰۲۱)[۵]